# شيا سيلز
شيا سيلز (بالإنجليزية: Shea Seals)‏ مواليد 26 أغسطس 1975 في تلسا، هو مدرب كرة سلة أمريكي ولاعب معتزل. حمل الرقم 24. يبلغ طوله 6 قدم 5 بوصة (2.0 م). لعب مع لوس أنجلوس ليكرز في الرابطة الوطنية لكرة السلة.

## روابط خارجية
- شيا سيلز على موقع إن بي أي (الإنجليزية)
- شيا سيلز على موقع سبورتس رفرنس (الإنجليزية)
- شيا سيلز على موقع كرة السلة الأوروبية.كوم (الإنجليزية)
- شيا سيلز على موقع كلية كرة السلة في سبورتس رفرنس.كوم (الإنجليزية)
- شيا سيلز على موقع ريلجم (الإنجليزية)
- شيا سيلز على موقع بروبوليرز (الإنجليزية)
- شيا سيلز على موقع سبورتس رفرنس (الإنجليزية)